# 格林韋鎮區 (明尼蘇達州艾塔斯卡縣)
格林韋鎮區（英語：Greenway Township）是位於美國明尼蘇達州艾塔斯卡縣的一個行政鎮區。

## 地方資料
格林韋鎮區的面積為93.32平方千米，當中陸地面積為86.92平方千米，而水域面積為6.40平方千米。根據2020年美國人口普查的數據，當地共有人口1798人，而人口密度為每平方千米19.27人。